# 2003年6月中国大陆

## 6月15日
- 中共中央发出《关于在全党兴起学习贯彻“三个代表”重要思想新高潮的通知》[1][2]。

## 6月20日
- 中国最大的非典定点收治医院小汤山医院最后18名患者出院[3]。

## 6月24日
- 下午3点零8分，世界卫生组织西太区主任尾身茂在北京宣布，解除对北京旅游警告，同时北京也从SARS疫区名单中被删除[4][5]。

## 6月25日
- 中国共产党中央委员会、中华人民共和国国务院作出《关于加快林业发展的决定》[6]。